# Elecciones al Parlamento de Galicia de 2005
Las elecciones al Parlamento de Galicia de 2005 se celebraron el 19 de junio. En ellas, resultó vencedor el PP pero sin la mayoría absoluta que mantenía desde 1989. Con ello, el PSdG y el BNG llegaron a un acuerdo para gobernar juntos con Emilio Pérez Touriño como Presidente de la Junta de Galicia. Empezaron así los cuatro años de gobierno del bipartito gallego.

## Resultados
| ← Elecciones al Parlamento de Galicia de 2005 → |                                                            |                      |         |       |         |     |
| Presidente y gobierno | Partido                                                    | Candidato            | Votos   | %     | Escaños | +/- |
| - Presidente: Emilio Pérez Touriño - Gobierno: PSdG-BNG - Censo: 2.616.811 - Votantes: 1.680.202 (64,2%) - Abstención: 936.609 (35,8%) - Válidos: 1.672.556 - A candidatura: 1.651.644 (98,7%) - Escaños: 75 | Partido Popular (PP)                                       | Manuel Fraga         | 756.562 | 45,81 | 37      | -4  |
| - Presidente: Emilio Pérez Touriño - Gobierno: PSdG-BNG - Censo: 2.616.811 - Votantes: 1.680.202 (64,2%) - Abstención: 936.609 (35,8%) - Válidos: 1.672.556 - A candidatura: 1.651.644 (98,7%) - Escaños: 75 | Partido dos Socialistas de Galicia-PSOE (PSdG-PSOE)        | Emilio Pérez Touriño | 555.603 | 33,64 | 25      | +8  |
| - Presidente: Emilio Pérez Touriño - Gobierno: PSdG-BNG - Censo: 2.616.811 - Votantes: 1.680.202 (64,2%) - Abstención: 936.609 (35,8%) - Válidos: 1.672.556 - A candidatura: 1.651.644 (98,7%) - Escaños: 75 | Bloque Nacionalista Galego (BNG)                           | Anxo Quintana        | 311.954 | 18,89 | 13      | -4  |
| - Presidente: Emilio Pérez Touriño - Gobierno: PSdG-BNG - Censo: 2.616.811 - Votantes: 1.680.202 (64,2%) - Abstención: 936.609 (35,8%) - Válidos: 1.672.556 - A candidatura: 1.651.644 (98,7%) - Escaños: 75 | Esquerda Unida-Izquierda Unida (EU-IU)                     | Yolanda Díaz         | 12.419  | 0,75  | 0       |     |
| - Presidente: Emilio Pérez Touriño - Gobierno: PSdG-BNG - Censo: 2.616.811 - Votantes: 1.680.202 (64,2%) - Abstención: 936.609 (35,8%) - Válidos: 1.672.556 - A candidatura: 1.651.644 (98,7%) - Escaños: 75 | Frente Popular Galega (FPG)                                |                      | 2.982   | 0,18  | 0       |     |
| - Presidente: Emilio Pérez Touriño - Gobierno: PSdG-BNG - Censo: 2.616.811 - Votantes: 1.680.202 (64,2%) - Abstención: 936.609 (35,8%) - Válidos: 1.672.556 - A candidatura: 1.651.644 (98,7%) - Escaños: 75 | Partido de los Autónomos y Profesionales (AUTONOMO)        |                      | 2.840   | 0,17  | 0       |     |
| - Presidente: Emilio Pérez Touriño - Gobierno: PSdG-BNG - Censo: 2.616.811 - Votantes: 1.680.202 (64,2%) - Abstención: 936.609 (35,8%) - Válidos: 1.672.556 - A candidatura: 1.651.644 (98,7%) - Escaños: 75 | Centro Democrático y Social (CDS)                          |                      | 2.412   | 0,15  | 0       |     |
| - Presidente: Emilio Pérez Touriño - Gobierno: PSdG-BNG - Censo: 2.616.811 - Votantes: 1.680.202 (64,2%) - Abstención: 936.609 (35,8%) - Válidos: 1.672.556 - A candidatura: 1.651.644 (98,7%) - Escaños: 75 | Nós-Unidade Popular (NÓS-UP)                               |                      | 1.749   | 0,11  | 0       |     |
| - Presidente: Emilio Pérez Touriño - Gobierno: PSdG-BNG - Censo: 2.616.811 - Votantes: 1.680.202 (64,2%) - Abstención: 936.609 (35,8%) - Válidos: 1.672.556 - A candidatura: 1.651.644 (98,7%) - Escaños: 75 | Partido Humanista (PH)                                     |                      | 1.429   | 0,09  | 0       |     |
| - Presidente: Emilio Pérez Touriño - Gobierno: PSdG-BNG - Censo: 2.616.811 - Votantes: 1.680.202 (64,2%) - Abstención: 936.609 (35,8%) - Válidos: 1.672.556 - A candidatura: 1.651.644 (98,7%) - Escaños: 75 | Falange Española de las JONS (FE JONS)                     |                      | 1.081   | 0,07  | 0       |     |
| - Presidente: Emilio Pérez Touriño - Gobierno: PSdG-BNG - Censo: 2.616.811 - Votantes: 1.680.202 (64,2%) - Abstención: 936.609 (35,8%) - Válidos: 1.672.556 - A candidatura: 1.651.644 (98,7%) - Escaños: 75 | Democracia Ourensana (DO)                                  |                      | 623     | 0,04  | 0       |     |
| - Presidente: Emilio Pérez Touriño - Gobierno: PSdG-BNG - Censo: 2.616.811 - Votantes: 1.680.202 (64,2%) - Abstención: 936.609 (35,8%) - Válidos: 1.672.556 - A candidatura: 1.651.644 (98,7%) - Escaños: 75 | Democracia Nacional (DN)                                   |                      | 550     | 0,03  | 0       |     |
| - Presidente: Emilio Pérez Touriño - Gobierno: PSdG-BNG - Censo: 2.616.811 - Votantes: 1.680.202 (64,2%) - Abstención: 936.609 (35,8%) - Válidos: 1.672.556 - A candidatura: 1.651.644 (98,7%) - Escaños: 75 | Partido Social Español Popular (SEP)                       |                      | 420     | 0,03  | 0       |     |
| - Presidente: Emilio Pérez Touriño - Gobierno: PSdG-BNG - Censo: 2.616.811 - Votantes: 1.680.202 (64,2%) - Abstención: 936.609 (35,8%) - Válidos: 1.672.556 - A candidatura: 1.651.644 (98,7%) - Escaños: 75 | Izquierda Republicana-Esquerda Republicana Galega (IR-ERG) |                      | 405     | 0,02  | 0       |     |
| - Presidente: Emilio Pérez Touriño - Gobierno: PSdG-BNG - Censo: 2.616.811 - Votantes: 1.680.202 (64,2%) - Abstención: 936.609 (35,8%) - Válidos: 1.672.556 - A candidatura: 1.651.644 (98,7%) - Escaños: 75 | Identidade Galega (IDEGA)                                  |                      | 376     | 0,02  | 0       |     |
| - Presidente: Emilio Pérez Touriño - Gobierno: PSdG-BNG - Censo: 2.616.811 - Votantes: 1.680.202 (64,2%) - Abstención: 936.609 (35,8%) - Válidos: 1.672.556 - A candidatura: 1.651.644 (98,7%) - Escaños: 75 | Partido Social y Democrático de Derecho (SDD)              |                      | 239     | 0,01  | 0       |     |
| - Presidente: Emilio Pérez Touriño - Gobierno: PSdG-BNG - Censo: 2.616.811 - Votantes: 1.680.202 (64,2%) - Abstención: 936.609 (35,8%) - Válidos: 1.672.556 - A candidatura: 1.651.644 (98,7%) - Escaños: 75 | En blanco                                                  |                      | 20.912  | 1,3   | N/A     | N/A |
| - Presidente: Emilio Pérez Touriño - Gobierno: PSdG-BNG - Censo: 2.616.811 - Votantes: 1.680.202 (64,2%) - Abstención: 936.609 (35,8%) - Válidos: 1.672.556 - A candidatura: 1.651.644 (98,7%) - Escaños: 75 | Nulos                                                      |                      |         |       | N/A     | N/A |

## Investidura del presidente de la Junta
| Candidato                         | Fecha                                                   | Voto       |    |    |    | Total |
| --------------------------------- | ------------------------------------------------------- | ---------- | -- | -- | -- | ----- |
| Emilio Pérez Touriño (PSdeG-PSOE) | 29 de julio de 2005 Mayoría requerida: Absoluta (38/75) | Sí         |    | 25 | 13 | 38/75 |
| Emilio Pérez Touriño (PSdeG-PSOE) | 29 de julio de 2005 Mayoría requerida: Absoluta (38/75) | No         | 37 |    |    | 37/75 |
| Emilio Pérez Touriño (PSdeG-PSOE) | 29 de julio de 2005 Mayoría requerida: Absoluta (38/75) | Abstención |    |    |    | 0/75  |